# Campeonato Africano de Atletismo de 2022 - Revezamento 4x400 m feminino
A prova dos 4 x 400 metros estafetas feminino do Campeonato Africano de Atletismo de 2022 foi disputada no dia 12 de junho, no Complexo Esportivo Nacional Cote d'Or, em Saint Pierre, na Maurícia.

## Recordes
Antes desta competição, os recordes mundiais e do campeonato nesta prova eram os seguintes:
|                       | Nome                                                           | Nacionalidade   | Tempo     | Local   | Data                 |
| --------------------- | -------------------------------------------------------------- | --------------- | --------- | ------- | -------------------- |
| Recorde mundial       | Tatyana Ledovskaya Olga Nazarova Mariya Pinigina Olha Bryzhina | União Soviética | 3m 15s 17 | Seul    | 1 de outubro de 1988 |
| Recorde do campeonato | Jeanelle Griesel Wenda Nel Justine Palframan Caster Semenya    | África do Sul   | 3m 28s 49 | Durban  | 26 de junho de 2016  |
| Recorde africano      | Olabisi Afolabi Fatima Yusuf Charity Opara Falilat Ogunkoya    | Nigéria         | 3m 21s 04 | Atlanta | 3 de agosto de 1996  |

## Medalhistas
| Ouro                                                                                   | Prata                                                                      | Bronze                                                                          |
| África do Sul · Miranda Coetzee · Taylon Bieldt · Precious Molepo · Zenéy van der Walt | Quênia · Jacinta Shikanda · Hellen Syombua · Joan Cherono · Veronica Mutua | Nigéria · Deborah Oke · Queen Usunobun · Ella Onojuvwewo · Patience Okon George |

## Cronograma
Todos os horários são locais (UTC+4).
| Data        | Hora  | Evento |
| ----------- | ----- | ------ |
| 12 de junho | 17:30 | Final  |

## Resultado final
A final ocorreu dia 12 de junho às 17:30.
| Posição           | Raia | Nacionalidade | Atletas                                                             | Tempo   | Notas |
| ----------------- | ---- | ------------- | ------------------------------------------------------------------- | ------- | ----- |
| Medalha de ouro   | 5    | África do Sul | Miranda Coetzee, Taylon Bieldt, Precious Molepo, Zenéy van der Walt | 3:29.34 |       |
| Medalha de prata  | 6    | Quênia        | Jacinta Shikanda, Hellen Syombua, Joan Cherono, Veronica Mutua      | 3:35.55 |       |
| Medalha de bronze | 4    | Nigéria       | Deborah Oke, Queen Usunobun, Ella Onojuvwewo, Patience Okon George  | 3:36.24 |       |
| 4                 | 7    | Botswana      | Christine Botlogetswe, ?, Thomphang Basele, Lydia Jele              | 3:36.96 |       |
| 5                 | 2    | Etiópia       | Amarech Zago, Msgana Haylu, Gebeyanesh Gedecha, Tsige Duguma        | 3:47.31 |       |
| 9                 | 3    | Zâmbia        |                                                                     | DNS     |       |

Legenda
| Recorde mundial       | Recorde mundial (World record)               |                       | Recorde africano                      | Recorde africano (African) |                                           | Q | Classificado por posição (Qualified) |
| Recorde do campeonato | Recorde do campeonato (Championship record)  | Recorde da América    | Recorde da América (Americas)         | q                          | Classificado por melhor tempo (Qualified) |   |                                      |
| Melhor marca do ano   | Melhor marca do ano (World leading)          | Recorde asiático      | Recorde asiático (Asian)              | DNS                        | Não largou (Did not start)                |   |                                      |
| Recorde nacional      | Recorde nacional (National record)           | Recorde europeu       | Recorde europeu (European)            | DNF                        | Não terminou (Did not finish)             |   |                                      |
| Recorde pessoal       | Recorde pessoal do atleta (Personal best)    | Recorde da Oceania    | Recorde da Oceania (Oceania)          | DSQ / DQ                   | Desclassificado (Disqualified)            |   |                                      |
| Recorde da temporada  | Recorde da temporada do atleta (Season best) | Recorde sul-americano | Recorde sul-americano (South America) | NM                         | Sem marca (No mark)                       |   |                                      |